# Igreja Católica na Alemanha
A Igreja Católica Alemã, parte da Igreja Católica Romana mundial, está sob a liderança do Papa, da cúria em Roma e da Conferência dos Bispos Alemães. O atual presidente da conferência é Robert Zollitsch, o arcebispo de Friburgo. A igreja alemã, é a Igreja Católica mais rica da Europa, devido ao imposto de igreja compulsório, cobrado pelo governo. Encontra-se dividida em 27 dioceses e arquidioceses. Todos os arcebispos e bispos formam a Conferência de Bispos Alemães.
A Alemanha, bem como o resto da Europa, sentiu o impacto da secularização; atualmente menos de um terço da poulação total é católica (27.2% ou 22.600.300 pessoas em dezembro de 2019) comparado a 45% em 1970 (quando a estatística foi feita apenas na Alemanha Ocidental) segundo a Igreja Católica Alemã. Apenas 14.0% dos católicos alemães (ou cerca de 4% da população alemã total) assistiu à missa nos domingos de 2006. Sem contar seu peso demográfico, o catolicismo alemão possui uma herança cultural e religiosa bastante antiga que pode ser traçada até São Bonifácio, apóstolo da Alemanha e primeiro arcebispo de Mogúncia, e a Carlos Magno, enterrado na catedral de Aachen. Ela também pode se orgulhar de ter um dos marcos mais famosos em toda a Alemanha, a Catedral de Colônia. Outras catedrais católicas notáveis são as de Frisinga, Mogúncia, Fulda, Paderborn, Ratisbona, Frankfurt, Munique (Frauenkirsche), Worms, Berlin (St. Hedwig's), Bamberg e Trier.

## Dioceses católicas da Alemanha
Existem sete arquidioceses e vinte dioceses na Alemanha.
|  |  | Arquidiocese de Bamberg                       |
|  |  | Diocese de Wurtzburgo                         |
|  |  | Diocese de Speyer                             |
|  |  | Diocese de Eichstätt                          |
|  |  | Arquidiocese de Berlim                        |
|  |  | Diocese de Dresden-Meißen                     |
|  |  | Diocese de Görlitz                            |
|  |  | Arquidiocese de Colônia                       |
|  |  | Diocese de Aquisgrano                         |
|  |  | Diocese de Essen                              |
|  |  | Diocese de Limburgo                           |
|  |  | Diocese de Münster                            |
|  |  | Diocese (previamente arcebispado) de Tréveris |
|  |  | Arquidiocese de Friburgo                      |
|  |  | Diocese (previamente Arcebispado) de Mogúncia |
|  |  | Diocese de Rotemburgo-Estugarda               |
|  |  | Arquidiocese de Hamburgo                      |
|  |  | Diocese de Hildesheim                         |
|  |  | Diocese de Osnabrück                          |
|  |  | Arquidiocese de Munique e Frisinga            |
|  |  | Diocese de Augsburgo                          |
|  |  | Diocese de Passau                             |
|  |  | Diocese de Ratisbona                          |
|  |  | Arquidiocese de Paderborn                     |
|  |  | Diocese de Erfurt                             |
|  |  | Diocese de Fulda                              |
|  |  | Diocese de Magdeburgo                         |

## História do Catolicismo na Alemanha

### Cristianização dos alemães
O estágio inicial da cristianização dos vários povos celtas e germânicos ocorreu apenas na parte ocidental da Alemanha, a parte controlada pelo Império Romano. A cristianização foi facilitada pelo prestígio do Império Romano cristão entre seus súditos pagãos e foi atingida gradualmente por vários meios. O surgimento da cristandade germanica foi algumas vezes voluntária, particularmente entre grupos associados ao Império Romano. Após o Cristianismo ter se tornado uma força dominante e em grande parte unificada na Germânia, os bolsões de paganismo germânico indígenos restantes foram convertidos pela força. Mas alguns aspectos da religião pagã original persistiram até os dias de hoje, como por exemplo nos nomes dos dias da semana.
Com  o fim do poder romano na Germânia no século V acabou-se esta fase do Catolicismo na Alemanha. Inicialmente, as populações Galo-Romanas ou Germano-Romanas mantiveram controle sobre cidades grandes como Colônia e Trier, mas em 459, também estas foram engolfadas pelos ataques das tribos francas. A maioria dos Galo-Romanos ou Germano-Romanos foram mortos ou exilados. Os novos habitantes destas cidades reestabeleceram a observação dos ritos pagãos. A pequena população católica que restou não possuía força suficientes para proteger sua fé contra os novos lordes francos agora reinantes.
Mas tão logo quanto 496, o rei franco Clóvis I foi batizado junto com vários membros de sua casa. Em contraste com as tribos germanicas orientais, que tornaram-se cristãos arianos, ele tornou-se Católico. Seguinto o exemplo de seu rei, muitos francos também foram batizados, mas seu Catolicismo estava misturado a ritos pagãos.
No decorrer dos próximos oito séculos, missionários irlandeses, escoceses e ingleses reintroduziram o Cristianismo nos territórios alemães. Durante o período do Império Franco, os dois mais importantes destes missionários foram São Columbano, que esteve ativo no Império Franco a partir de 590 e São Bonifácio, que esteve ativo a partir de 716. Os missionários, particularmente os Beneditinos escoceses, fundaram monastérios (Schottenklöster Monastérios escoceses) na Alemanha, que posteriormente foram combinados numa congregação única governada pelo abade do mosteiro Scots em Ratisbona. A conversão dos povos germânicos teve início com a conversão da nobreza germânica, de quem se esperava impusessem sua nova fé à população em geral. Esta expectativa era consistente com a posição sacra do rei no paganismo germânico: o rei tem o dever de interagir com o divino em favor se se povo. Assim a população em geral não via nada de errado com o fato de que seus reis escolhessem seu modo de louvor. O método favorito de mostrar a supremacia da crença cristã era a destruição das árvores sagradas dos germânicos. Estas eram árvores, geralmente velhos carvalhos ou elmos, dedicadas aos deuses. Como o missionário era capaz de cortar a árvore sem ser morto pelo deus, seu deus cristão tinha que ser mais poderoso.
Os sacrifícios pagãos conhecidos como blót eram celebrações anuais nos quais se ofereciam  presentes aos deuses apropriados e tentava-se prever o que a estação vindoura traria. Eventos similares eram algumas vezes realizados em tempos de crise, pelas mesmas razões. Os sacrifícios, que consistiam em ouro, armas, animais e mesmo seres humanos, eram dependurados nos ramos de uma árvore sagrada.
A missão hiberno-escocesa terminou no século XIII. Com o apoio dos cristãos nativos ela teve sucesso na cristianização de toda a Alemanha.

### Catolicismo como religião oficial doSacro Império Romano Germânico

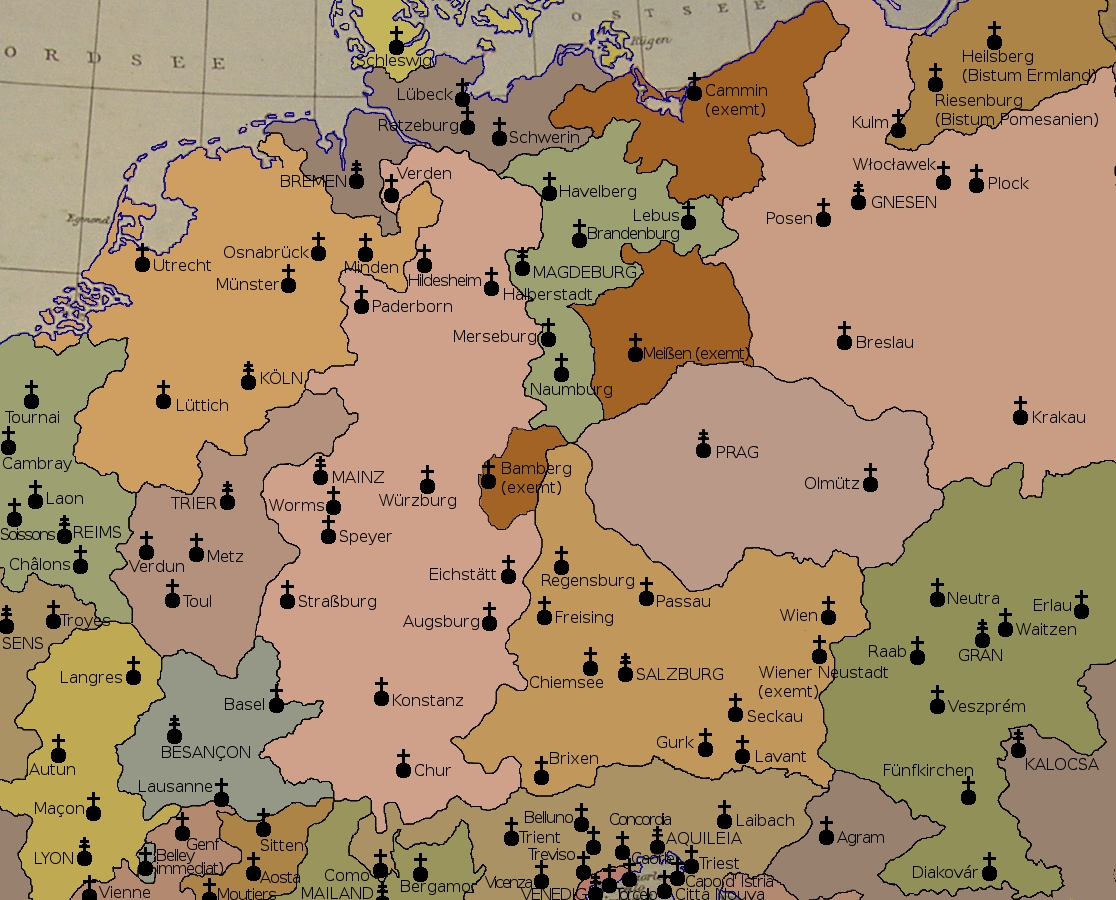
Províncias eclesiásticas e sés episcopais na Europa Central em 1500 d.C.

Na época medieval o Catolicismo era a única religião oficial dentro do Sacro Império Romano Germânico. (Existiam judeus residentes mas eles não eram considerados cidadãos do império.) Dentro do império a Igreja Católica era a força dominante. Grandes partes do território eram governadas por lordes eclesiásticos. Três das sete cadeiras no conselho de eleitores do Sacro Império eram ocupadas por arcebispos Católicos: o arquichanceler da Burgúndia (arcebispo de Trier), o arquichanceler da Itália (arcebispo de Colônia) e o arquichanceler da Alemanha (arcebispo de Mogúncia).

### AReforma Protestante
Os habitantes dos burgos e os monarcas estavam juntos na frustração pelo fato de que a igreja católica não pagava qualquer taxa aos estados seculares ao passo que recolhia taxas de seus súditos e mandava uma porção desproporcional destas à Itália. Martinho Lutero denunciou o papa por seu envolvimento político. A doutrina dos dois reinos de Lutero justificava o confisco da propriedade da igreja e a ataque à Grande Revolta dos Camponeses de 1525 pela nobreza alemã. Este fato explica a atração que alguns príncipes territoriais sentiram pelo luteranismo. Junto com a propriedade confiscada da igreja, os domínios eclesiásticos (católicos) passaram a ser propriedade pessoal de quem assumisse o antigo cargo religioso, porque o direito de governar era parte de seu ofício.
A 25 de setembro de 1555, Carlos V, Sacro Imperador e as forças da Liga Schmalkaldic assinaram a Paz de Augsburgo para terminar oficialmente as guerras religiosas entre católicos e protestantes. Este tratado legalizaria a partilha do Sacro Império Romano Germânico em territórios católicos e protestantes. Sob o tratado, a religião do governo (luteranismo ou catolicismo) determinaria a religião dos súditos. Esta política é referida comumente pela frase latina, cuius regio, eius religio ("segundo o governo, sua religião", ou "na terra do príncipe, a religião do príncipe"). Deu-se um período às famílias no qual estas seriam livres para emigrar para regiões onde sua religião desejada prevalecesse.
As tensões e intolerância religiosa dentro do Sacro Império foram uma das razões para a Guerra dos Trinta Anos, que devastaria a maior parte da Alemanha e na qual morreriam doze milhões de pessoas, dois terços da população do império.

### Secularizaçãodos estados da igreja após a Revolução Francesa
Na guerra da Primeira Coalizão, a França revolucionária derrotou a coalizão da Prússia, Áustria, Espanha e Inglaterra. Um dos resultados foi a doação da região do Reno à França pelo Tratado de Basel em 1795. Oito anos mais tarde, em 1803, para compensar os príncipes dos territórios anexados, uma série de mediatizações foi levada a cabo, o que ocasionou uma massiva redistribuição de soberania territorial dentro do Império. Nesta época grandes partes da Alemanha ainda eram governadas por bispos católicos (95.000 km² com mais de três milhões de habitantes). Nas mediatizações os estados eclesiásticos foram no geral anexados por principados seculares vizinhos. Apenas três sobreviveram como estados não seculares: o arcebispado de Ratisbona, que foi elevado de um bispado pela incorporação do arcebispado de Mogúncia, e as terras dos Cavaleiros Teutônicos e Cavaleiros de São João.
Os monastérios e abadias perderam sua forma e subexistênica já que tiveram que abandonar suas terras.

### AKulturkampfde Bismarck contra a Igreja Católica Romana
No meio do século XIX, a igreja católica também era uma força política mesmo na Prússia protestante, exercendo uma forte influência em vários aspectos da vida. O chanceler prussiano Otto von Bismarck tentou subordinar a igreja católica na Alemanha ao estado como tinha feito com a igreja protestante prussiana, que era ligada ao estado de muitas maneiras e absolutamente leal ao imperador.
A Kulturkampf (literalmente, "luta cultural") é a tentativa do estado alemão de diminuir a influência da igreja católica sobre os súditos do Império Alemão. Foi manifestada por uma série de leis promulgadas entre 1871 e 1887 sob a influênica do chanceler Otto von Bismarck.
A kulturkampf começou com o kanzelparagraf ("estatuto do púlpito", paragraf sendo jargão em alemão para um "parágrafo do código legal") de 1871. Este foi a adição do  §130a ao código criminal alemão, que ameaçava o clero que discutisse política a partir do púlpito com dois anos de prisão.

## A situação atual do catolicismo na Alemanha

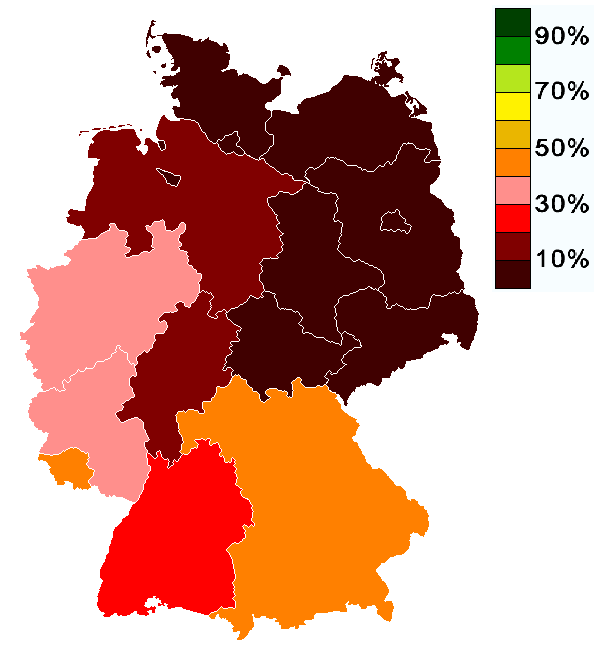
Mapa da Alemanha com a porcentagem de católicos por estado.

Apenas um dos Estados federados da Alemanha têm maiorias católicas absolutas: Sarre, no oeste, (56,8% ). Além desses estados, o catolicismo é também o maior grupo religioso na Renânia-Palatinado, Renânia do Norte-Vestefália e Baden-Württemberg.
O estado alemão apoia as igrejas católica e protestante, cobrando impostos para as igrejas e há educação religiosa nas escolas, ensinadas por professores que devem ser aprovadas pelas igrejas. Os impostos da igreja são "deduções automáticas de cheques de pagamento" retirados de todos os membros da igreja registrados, "independentemente da frequência com que os membros atendem os serviços".
O catolicismo na Alemanha enfrenta vários desafios:
- Tradicionalmente, havia localidades com maiorias católicas e cidades de maiorias protestantes. Contudo, a mobilidade da sociedade moderna começou a misturar a população. Os casais interconfessionais enfrentam o problema de não poderem compartilhar a mesma fé.[10] Devido à contínua secularização, a maioria dos estados não tem uma maioria absoluta católica nem protestante (além dos que possuem maiorias católicas mencionadas acima, a única maioria absoluta protestante é encontrada no norte, em Schleswig-Holstein, 53,1%)[11]

- A sociedade moderna está mudando estruturas antigas. Os ambientes exclusivamente católicos estão se desestruturando, mesmo em áreas tradicionais como o estado da Baviera, onde se perdeu a maioria católica na Arquidiocese de Munique (incluindo a cidade de Munique) e grandes partes da Alta Baviera), em um período tão recente como 2010[12]

- O número de católicos que participavam da Missa dominical diminuiu de 22% em 1990 para 13% em 2009.[13][14]

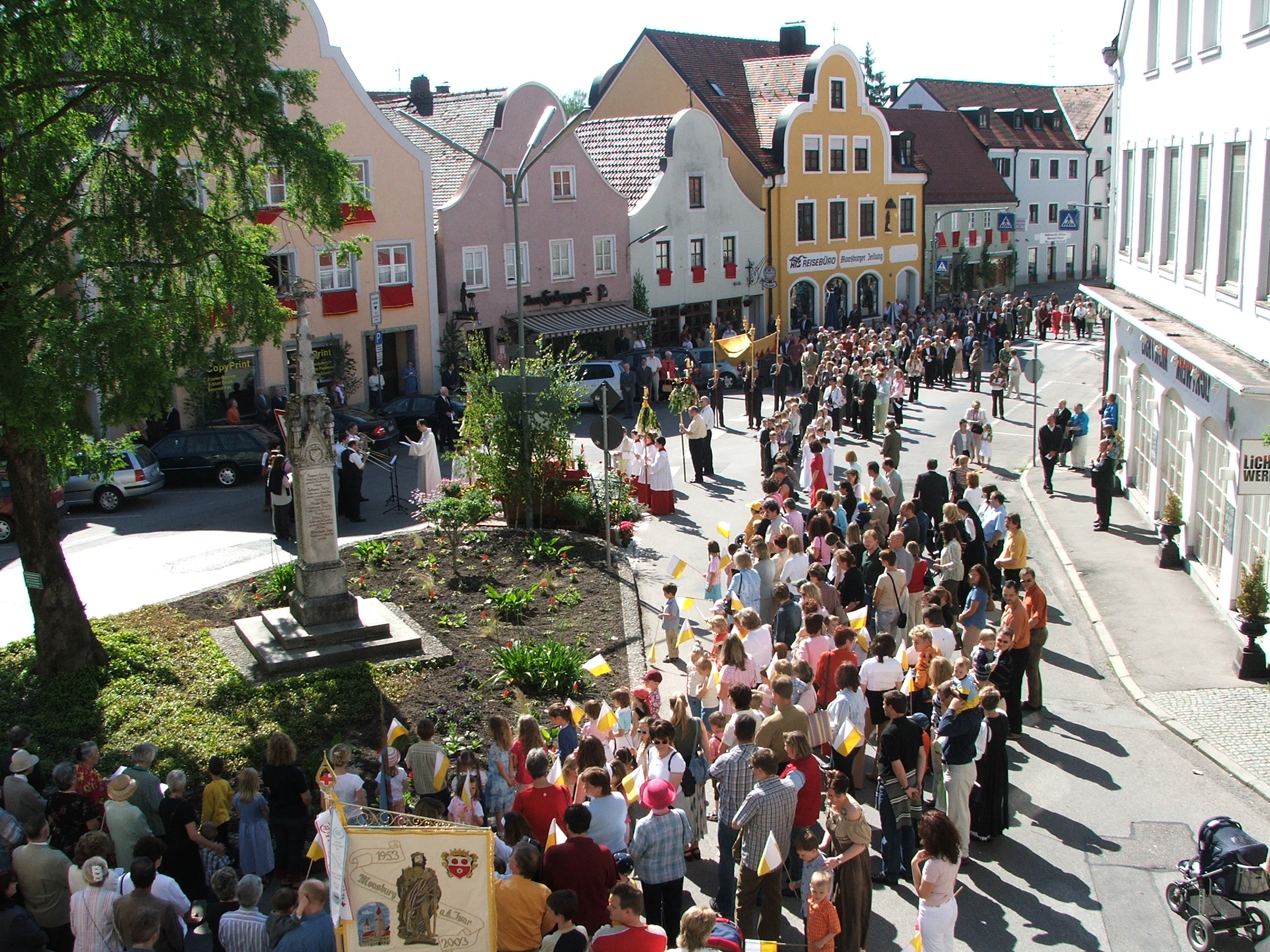
Procissão católica em Moosburg, Baviera, 2005

- Um dos maiores desafios da igreja é manter os membros registrados e pagadores de impostos (independentemente da frequência com que atendem aos serviços) para financiar parcerias e agências da igreja, especialmente suas organizações internacionais de ajuda como a Adveniat. Os católicos alemães, no entanto, estão divididos sobre a questão de um imposto obrigatório da Igreja. Sob o imposto, de 8 a 9% por cento do imposto de renda pessoal é deduzido na fonte pelo estado alemão dos fiéis registrados (de comunidades católicas e protestantes). Embora o imposto forneça às igrejas católicas e luteranas uma contagem exata de membros e uma receita líquida de 5,6 bilhões de euros (em 2008), o que ajudou a tornar a Igreja Católica alemã uma das mais ricas do mundo. Muitos católicos optam por manter o pagamento do imposto, porque este paga os salários de milhares de funcionários das igrejas e contribui para o trabalho de agências de caridade, como a Caritas, entre outras. Outros optam por deixarem a igreja unicamente para não ter a obrigatoriedade de pagar o imposto.[15]

### Papa Bento XVI
O Papa Bento XVI, anteriormente cardeal Joseph Ratzinger é um alemão da Baviera.